# Острів скарбів (фільм, 1934)
«Острів скарбів» (англ. Treasure Island) — американський пригодницький фільм режисера Віктора Флемінга 1934 року.
Фільм знято на острові Санта-Каталіна.

## Сюжет
1765 рік. Юний Джим Хокінс живе зі своєю недавно овдовілою матір'ю в готелі на західному узбережжі Англії. Одного разу у них на нічліг зупинився колишній пірат Біллі Бонс, який дуже переживав, що за ним стежать злі люди під керівництвом людини на дерев'яній нозі. Вони жадають його смерті.
Щоб убезпечити себе, втомлений пірат віддає Джиму на зберігання стару карту, яку він вкрав у сумнозвісного капітана Флінта. Джим навіть і не підозрював до цього дня, що в цю мить доля приготувала йому і його друзям дивовижні пригоди в пошуках піратських скарбів …

## У ролях
- Воллес Бірі — Джон Сільвер
- Джеккі Купер — Джим Хокінс
- Лайонел Беррімор — Біллі Бонс
- Отто Крюгер — доктор Лівсі
- Льюїс Стоун — капітан Александр Смоллетт
- Найджел Брюс — сквайр Трелоні
- Чарльз «Чік» Сейл — Бен Ганн
- Дороті Петерсон — мати Джима

### Пірати
- Вільям Монг — «Сліпий Пью»
- Чарльз Макнотон — «Чорний пес»
- Дугласс Дамбрілл — Ізраель Хендс
- Едмунд Бріз — Андерсон
- Олін Хоуланд — Дік
- Едвард Полі — Вільям О'Брайєн

## Прем'єрний показ в різних країнах
- США — 8 серпня 1934
- Данія — 26 грудня 1934
- Фінляндія — 20 січня 1935; 1 січня 1973 (ре-реліз)
- Франція — 8 лютого 1935
- Португалія — 7 січня 1936